# О’Брайен, Эд
Эдвард Джон О’Брайен (англ. Edward John O'Brien; 15 апреля 1968, Оксфорд) — британский музыкант, гитарист группы Radiohead. Кроме того, О’Брайен является штатным бэк-вокалистом Radiohead, как на концертах, так и во время работы в студии. Журнал Rolling Stone поместил его на 60-е место в списке «100 величайших гитаристов всех времён».
Кроме игры на гитаре О’Брайен играет важную роль в создании различных электронных эффектов, которые являются неотъемлемой частью музыки Radiohead (например, «помехи», которыми завершается песня «Karma Police»). В своё время О’Брайен брал уроки игры на ударных; его игру можно услышать на «There There» (альбом Hail to the Thief). Когда соло-гитарист Джонни Гринвуд играет на каком-нибудь другом инструменте, О’Брайен выполняет его функции.
В 1999 году О’Брайен участвовал в записи саундтрека для телевизионного мини-сериала BBC Eureka Street. В 2003 году он сыграл в трёх песнях в альбоме Enemy of the Enemy британской альтернативной группы Asian Dub Foundation.
17 апреля 2020 года выпустил сольный альбом под псевдонимом "EOB" с заголовком "Earth".